# Amtsgericht Neumark in Westpreußen
Das Amtsgericht Neumark war ein preußisches Amtsgericht mit Sitz in Neumark.

## Geschichte
Das königlich preußische Amtsgericht Neumark wurde mit Wirkung zum 1. Oktober 1879 als eines von neun Amtsgerichten im Bezirk des Landgerichtes Thorn im Bezirk des Oberlandesgerichtes Marienwerder gebildet. Der Sitz des Gerichtes war Neumark. Sein Gerichtsbezirk umfasste aus dem Kreis Löbau die Stadtbezirke Kauernik und Neumark und die Amtsbezirke Groß Ballowken, Brattian, Deutsch Brzozie, Czichen, Gwisdzyn, Kaczek, Krottoschin, Lippinken, Lonkorsz, Mroczno, Nikolaiken, Ostrowitt, Skarlin, Terreschewo und Tillitz sowie den Amtsbezirk Chrosle aus dem Amtsbezirk Radomno. Am Gericht bestanden 1880 drei Richterstellen. Das Amtsgericht war damit ein mittelgroßes Amtsgericht im Landgerichtsbezirk. Gerichtstage wurden in Lonkorsz gehalten. Der Amtsgerichtsbezirk kam aufgrund des Versailler Vertrages 1919 zu Polen, und das Amtsgericht stellte seine Arbeit ein. Im Jahre 1939 wurde Polen deutsch besetzt. Im Rahmen der Neuorganisation der Gerichte in Ostdeutschland und im ehemaligen Polen wurden das Amtsgericht Neumark neu gebildet, nun aber dem Landgericht Graudenz zugeordnet. Mit Wirkung zum 1. Januar 1943 wurde das Landgericht Marienwerder gebildet und diesem das Amtsgericht Neumark zugeordnet.
Im Jahre 1945 wurde der Amtsgerichtsbezirk unter polnische Verwaltung gestellt, und die deutschen Einwohner wurden vertrieben. Damit endete auch die Geschichte des Amtsgerichtes Neumark.